# Вукица Поповић
Вукосава Вукица Поповић (Смуде, 3. март 1919 — Зрењанин, 25. фебруар 1998) била је српски историчар уметности, музејски саветник и кустос Народног музеја Зрењанин. Била је аутор великог број стручних радова, изложбених каталога, монографија и ликовних изложби.

## Биографија
Рођена је 3. марта 1919. године у славонском селу Смуде, близу Слатине, у учитељској породици. Њена мајка Катица (Екатарина) била је три године учитељица у Белом Манастиру, где јој је један од ученика био чувени Милан Кашанин. Вукичина породица сели се 1921. године у Барању, где јој је отац добио посао школског надзорника, па Вукица похађа основну школу у Осијеку. Нешто касније, породица јој се преселила у Београд, где је завршила Пету гимназију око 1940. године. По завршетку Другог светског рата 1945. године, уписује студије историје уметности на Филозофском факултету у Београду. У међувремену се удала, а након развода 1952. године вратила се студијама и завршава трећу годину. Следеће године одлази на службу у Сарајево, где ради као управник Дома културе фабрике ФАМОС у Храсници. Децембра 1958. године напушта овај посао и враћа се у Београд како би окончала студије. Године 1960. одбранила је дипломски рад на тему Сликар Васа Поморишац.

## Долазак у музеј
Након смрти управника и кустоса Народног музеја у Зрењанину Лазара Николића (1892—1959), Вукица Поповић конкурише за посао у Зрењанину почетком 1960. године и бива примљена на место кустоса Уметничког одељења. Убрзо почиње са уређењем и систематизацијом Уметничког одељења, а касније и Збирке примењене уметности. У више наврата радила је на уређењу више сталних поставки. Осим у Народном музеју Зрењанин, уредила је и поставку Спомен-музеја Ђуре Јакшића у Српској Црњи, као и поставку у тадашњем дому културе у Јаши Томићу.
Вукица Поповић је током две деценије рада у Народном музеју Зрењанин реализовала више од сто тематских и гостујућих изложби, у самој установи и изван ње. Као куриозитет истиче се изложба слика Ђуре Јакшића у Бирцу код Шанте 1969. године. Најпосећеније ауторске изложбе биле су Великобечкеречки сликарски атељеи (1969), Константин Данил (1961), Из легата Уроша Предића (1973), Мађарски сликари у Банату (1979). Путем изложби, Вукица Поповић је развијала и међународну сарадњу са Пољском и Мађарском. У сарадњи са Горњошлеским музејем из Битома у Зрењанину је гостовала изложба наивне уметнице Марије Лончевске, док је у Битому била изложена етнолошка изложба из Зрењанина. У Музеју „Мункачи Михаљ” у Бекешчаби гостовала је изложба посвећена мађарским сликарима из Баната.
За заслуге на пољу музеологије Вукица Поповић добитник је неколико награда: Награде ослобођења града Зрењанина 1965, Повељу Савеза друштава музејских радника Југославије 1987, награду Српски витез 1997. године од стране Светске српске заједнице.
Преминула је 25. фебруара 1998. године у Зрењанину, а сахрањена је на Новом гробљу у Београду.

## Борба за градитељску баштину Зрењанина
Вукица Поповић се користећи свој углед у струци и свету културе шездесетих година 20. века супротставила рушењу старог језгра Зрењанина под налетом нових урбанистичких планова који су већим делом негирали затечену архитектуру. Иницирала је израду елабората о валоризацији старог језгра Зрењанина, како би се стало на пут рушењу старих и вредних објеката. Утицала је на оснивање јединице за заштиту споменика културе у оквиру Музеја. У три наврата боравила је у Румунији где је документовала српску културно-историјску баштину у румунском Банату.
Посебно се ангажовала како би спречила рушење Великог моста, подигнутог 1904. године у Зрењанину. Овај мост са декоративним елементима у стилу сецесије, шездесетих година 20. века нашао се у лошем стању, па су тадашње локалне власти планирале његово уклањање. Године 1968. најављено је коначно уклањање моста, што је изазвало револт једног броја грађана и стручне јавности. На иницијативу Поповићеве одржан је састанак представника Музеја, Покрајинског завода за заштиту споменика културе и Урбанистичког завода Зрењанина. Након првобитног стављања моста под заштиту од стране Покрајинског завода, почетком 1969. године одборници Скупштине општине Зрењанин донели су одлуку о уклањању моста, након чега је Вукица Поповић поднела кривичну пријаву против тадашњег председника СО Зрењанин Љубомира Пајића.

### Монографије
- Српски споменици у Румунији, 1996.

### Поглавља у монографијама
- Ликовна уметнот у Зрењанин, ур. Т. Малбашки, 419-423, Зрењанин 1966.
- Зрењанин у Енциклопедија ликовне умјетности, књига 4 (Портр-Ж), 643, Загреб 1966.
- Михајло Пупин, пријатељ уметности у Живот и дело Михајла Идворског Пупина, ур. Коча Јончић, 471-477, Нови Сад 1985.